# Thế tử tần
Thế tử tần (chữ Hán: 世子嬪; Hangul: 세자빈; Romaja: Sejabin), đầy đủ là Vương thế tử tần (王世子嬪; 왕세자빈Wangsejabin), là danh hiệu dành cho chính thất (vợ cả) của Thế tử.
Danh xưng này xuất hiện theo lễ thường tại khối vùng văn hóa chữ Hán, nhưng chủ yếu được sử dụng bởi Vương thất Lý thị nhà Triều Tiên - quốc gia tự xưng chư hầu đối với nhà Minh và sau là nhà Thanh. Các quốc gia khác không thường đề cập tước hiệu của vợ cả của người mang tước hiệu "Thế tử", do đó trước mắt "Thế tử tần" là một dạng tước hiệu rất đặc thù trong lịch sử Hàn Quốc.
Do phương diện gọi kính ngữ, và cũng để tránh gọi trực tiếp danh vị, nên danh hiệu này còn được gọi bằng những cách gọi khác, như: Tần Cung (嬪宮; 빈궁Bingung), Đông Cung Tần (東宮嬪; 동궁빈Dong-gungbin), Xuân Cung Tần (春宮嬪; 춘궁빈Chungungbin), bởi vì Thế tử được luận theo vai vế "Đông Cung" cùng "Xuân Cung" tương tự như Thái tử.

## Lịch sử
Cách gọi 「Tần; 嬪」 theo Chu lễ là chỉ hàng thiếp của Thiên tử, chỉ sau Phu nhân. Từ xưa, Trữ quân của Quốc vương như Thiên tử nhà Chu, Quốc vương nước Sở đều tự gọi Thái tử. Từ thời nhà Hán, lại lập nên danh vị Thế tử dùng để phong Trữ quân của các chư hầu thụ tước Hầu, Thái tử vẫn sử dụng để gọi các Trữ quân của các Chư hầu Vương, danh xưng dành cho vợ của Chư hầu Thái tử thường là Phu nhân, vợ của Thế tử Hầu tước vẫn chưa ghi lại rõ ràng.
Tại Hàn Quốc, nhà Triều Tiên của vương tộc họ Lý do nhận làm chư hầu của nhà Minh và nhà Thanh, tước vị của gia tộc Lý thị cai trị Triều Tiên hạ xuống so với thông thường, Vua xưng Vương, vợ cả xưng Vương phi, chỉ sau khi chết mới truy phong Vương hậu. Từ đó những danh vị khác của thành viên trong gia tộc cũng mô phỏng giảm đi so với triều đình Trung Hoa. Trữ quân của Triều Tiên vương do đó không phải Hoàng thái tử, mà là Vương thế tử. Phối ngẫu của Thế tử là「Thế tử tần」.
Cũng là một chư hầu Trung Quốc như Triều Tiên, Vương quốc Lưu Cầu có Vua xưng là Vương, đặt Trữ quân làm Vương thế tử, tục xưng Trung Thành vương tử (中城王子), song chính thất của Vương thế tử gọi là Thế tử phi, tôn hiệu Dã tung án tư gia na chí (野嵩按司加那志; ヌダキアジガナシNudaki ajiganasii), tuc gọi Dã tung ngự điện (野嵩御殿).
Trong lịch sử Việt Nam, chúa Trịnh là chính quyền quân chủ duy nhất từng xưng Vương mà đặt Trữ quân. Cũng như Triều Tiên, các chúa Trịnh đặt người kế vị Vương tước của mình là Vương thế tử, giảm đi một bậc so với Hoàng thái tử. Tuy nhiên, danh hiệu cho chính thất của Vương thế tử họ Trịnh không được ghi lại.

## Khái quát

### Địa vị
Vương thế tử tần, giản gọi 「Tần Cung」, tức là người sẽ trở thành Vương phi. Nhà Triều Tiên rất coi trọng thân phận, địa vị và xuất thân đích-thứ, cho nên cũng như các Thái tử phi, địa vị của các Tần Cung trong Nội mệnh phụ nhà Triều Tiên cực kì tôn quý, cùng với Đại phi và Vương phi được liệt vào hàng "Vô phẩm giai", cao hơn cả các Hậu cung tần ngự. Do đó, trang phục và nghi lễ của Thế tử tần so với Vương phi không mấy khác biệt, trong đại hôn đều dùng "Du địch" (褕翟), mặc "Viên sam" (圆衫) đều có màu đỏ.
Khi tuyển chọn Thế tử tần, triều đình sẽ ra chỉ 「Cấm hôn lệnh; 禁婚令」, vô hiệu hóa mọi cuộc hôn nhân của các thiếu nữ khuê các, để tuyển lựa những người tốt nhất vào hầu Thế tử. Yêu cầu của Thế tử tần cũng như tuyển chọn Vương phi, chỉ có đích xuất (con gái do chính thất sinh ra) trong nhà quý tộc và lưỡng ban. Cách tuyển chọn này không khác lắm so với tuyển chọn Vương phi.
Trong lịch sử Triều Tiên, có hai lần ngôi Đông Cung không phải Vương tử mà là em trai cùng cháu trai Quốc vương, chính là Triều Tiên Anh Tổ cùng Triều Tiên Chính Tổ. Khi ấy, Anh Tổ là em trai của Triều Tiên Cảnh Tông, trở thành Đông Cung nên gọi Vương thế đệ, vợ của Anh Tổ là Trinh Thánh Vương hậu Từ thị khi ấy được tôn xưng Vương thế đệ tần (王世弟嬪; 왕세제빈Wangsejebin). Triều Tiên Chính Tổ trở thành Trữ quân của Anh Tổ - ông nội của ông, do vậy ông được gọi là Vương thế tôn, phối ngẫu của ông là Hiếu Ý Vương hậu Kim thị khi đó được tôn xưng là Vương thế tôn tần (王世孫嬪; 왕세손빈Wangsesonbin).

### Tôn hiệu
Triều Tiên vương triều sơ kỳ, các Vương phi và Thế tử Tần có phong hiệu riêng. Như Định An Vương hậu của Triều Tiên Định Tông, xưng Vương thế tử Đức tần, sau khi trở thành Vương phi lại gọi là Đức phi.
Tuy nhiên về sau, triều đình lại thấy việc cho huy hiệu của Thế tử tần sẽ gây nhầm lẫn cho hàng "Tần" thuộc Nhất phẩm trong hậu cung. Vào năm Triều Tiên Thế Tông thứ 14 (1432), Lễ tào quan viên tấu:"Xem xét điển cổ, Thiên tử chi phối gọi Hoàng hậu, Vương chi phối gọi Vương phi. Gia chế các đời thêm mỹ hiệu, là để gọi cung nhân cho phân biệt. Triều đình ta, Vương phi gọi Mỗ phi, Vương thế tử tần xưng Mỗ tần, đều không hợp quy tắc. Nay cẩn xin gọi Vương phi và Vương thế tử tần.".
Đến đời Triều Tiên Thế Tổ, vợ của Ý Kính Thế tử Lý Chương là Hàn thị do chồng mất sớm, để phân biệt với Vương thể tử tần đang tại vị thì Hàn thị bị đổi gọi Trinh tần; sau đó Thuần Hoài Thế tử mất sớm, Thế tử tần là Doãn thị cải thành Đức tần. Từ đó có lệ vợ của cố Thế tử sẽ xưng 「Mỗ tần; 某嬪」, để khu biệt với Tần Cung kế nhiệm. Bên cạnh đó, nếu Thế tử tần khi đang tại vị qua đời, thì thụy hiệu sẽ là 「Mỗ mỗ tần; 某某嬪」, như Mẫn Hoài tần Khương thị của Chiêu Hiến Thế tử Lý Uông. Những điều trên trở thành thông lệ bất biến của vương thất Triều Tiên đến tận khi diệt vong.

## Nhân vật nổi tiếng
- Định An Vương hậu - nguyên phối của Triều Tiên Định Tông. Thế tử tần đầu tiên trong lịch sử.
- Chiêu Huệ Vương hậu - chính thất của Triều Tiên Đức Tông, mẹ của Triều Tiên Thành Tông.
- Mẫn Hoài tần Khương thị - chính thất của Chiêu Hiến Thế tử Lý Uông.
- Hiến Kính Vương hậu - chính thất của Trang Hiến Thế tử, mẹ sinh của Triều Tiên Chính Tổ.
- Thuần Minh Hiếu hoàng hậu - vị Thế tử tần cuối cùng trong lịch sử.